# John Marco Allegro
John Marco Allegro   (Londres, 17 de febrer de 1923 - Sandbach, 17 de febrer de 1988), fou un filòleg britànic cèlebre per la seva participació en l'equip d'estudi, edició i traducció dels manuscrits de la mar Morta. Allegro va entrar en conflicte amb els seus col·legues, car a diferència d'ells era partidari de publicar al més aviat possible els resultats de la investigació i de donar accés a altres investigadors independents. La polèmica va venir per la publicació d'El fong sagrat i la creu (1970), un llibre amb una tesi que s'allunyava del rigor científic. La publicació d'aquest llibre va acabar amb la seva carrera i Allegro va caure en descrèdit, acusat d'haver abandonat el mètode científic per enriquir-se amb una proposta sensacionalista i inversemblant.

## Biografia

### Carrera universitària
Allegro va participar en la Segona Guerra Mundial a l'exèrcit anglès. Després de la victòria aliada, en un primer moment va pensar a ordenar-se com sacerdot metodista, però finalment va escollir la filologia. Es va doctorar en estudis orientals a la Universitat de Manchester i el 1953 se'l va invitar a participar en l'equip internacional que investigava els manuscrits de la mar Morta. L'any següent va incorporar-se a la Universitat de Manchester com a professor ajudant de filologia semítica comparada, i es va mantenir en la professió amb successius doctorats fins al 1970, quan va retirar-se per dedicar-se a temps complet a l'escriptura. El 1961 el govern de Jordània el va nomenar conseller honorari sobre els manuscrits de la mar Morta.

### Treball sobre els manuscrits de la mar Morta
Aquests manuscrits van ser escrits entre els anys 200 i 68 abans de Crist, i contenen informació sobre la vida i el pensament d'una secta jueva que va viure en aquella època a Qumran, a la vora de la mar Morta, i a la qual la majoria dels investigadors identifica amb els essenis. Allegro pensava que els manuscrits podrien ajudar a comprendre l'origen comú de les tres religions del Llibre: el judaisme, el cristianisme i l'islam. A parer seu, els estudiosos de cadascuna d'aquestes tradicions havien d'estudiar la seva herència comuna sense permetre que els seus prejudicis religiosos entorpissin la recerca de la veritat.
Perquè aquesta recerca en comú de la veritat fos possible, calia que tots tinguessin accés als texts. Allegro va publicar aviat els texts que l'equip li havia concedit: el seu volum (el cinquè a la sèrie oficial de publicació dels manuscrits) va sortir a la llum a començaments dels anys 60. Allegro va defensar que tots els texts havien de ser publicats amb diligència. Tanmateix, els seus col·legues van adoptar un enfocament diferent, i fins al 1991 amb prou feines n'hi havia material original nou.
Allegro considerava que era deure seu promocionar els manuscrits. Els seus llibres, xerrades i entrevistes buscaven incitar l'interès del públic. En un primer moment, la resta de l'equip va agrair els seus esforços, encaminats a aconseguir un finançament estable per a la investigació. No obstant això, aviat van desmarcar-se de les declaracions d'Allegro sobre els paral·lelismes entre els essenis i els primers cristians, que consideraven infundades i orientades a un sensacionalisme notori. Van acusar-lo de buscar la controvèrsia i no tenir en compte el rigor científic.

### El rotlle de coure
La distància entre Allegro i la resta de l'equip va augmentar amb la controvèrsia suscitada per la publicació del Rotlle de coure, un dels texts trobats a la cova 4 de Qumran. Per demanda de les autoritats, Allegro va procedir a obrir el rotlle a Manchester el 1956 i va fer-ne una transcripció i traducció preliminar. Es tractava d'un inventari de les possessions més valuoses del Temple de Jerusalem, que havien estat amagades en seixanta-quatre punts situats entre Jerusalem i Qumran, probablement després del saqueig de Jerusalem l'any 70 dC. L'equip va acusar Allegro de filtrar informació a la premsa i boicotejar la publicació de la traducció oficial (que es va publicar el 1962). No es tractava només d'una disparitat de criteris sobre el ritme de les publicacions, Allegro considerava que el manuscrit narrava fets realment històrics, mentre que la resta de l'equip interpretava el relat com una ficció exemplaritzant. El 1959, Allegro es va desplaçar a Palestina per localitzar alguna de les peces, però no va trobar-hi res.
Quan Allegro va publicar el 1968 la traducció oficial dels materials que l'equip li havia assignat, Discoveries in the Judaean Desert of Jordan vol. V, la seva aportació fou rebuda amb reticències. John Strugnell, membre també de l'equip, va dedicar al llibre un llarg article: Notes en marge du volume V des ‘Discoveries in the Judaean Desert of Jordan’ (1970) en què qüestiona la validesa de molts punts de la traducció d'Allegro.

### El fong sagrat
Convençut que la religió dels essenis era la matriu del cristianisme, Allegro va assenyalar múltiples correspondències textuals i ideològiques entre els manuscrits de la mar Morta i el Nou Testament. Tant el Mestre de Justícia com Crist eren líders messiànics que patien persecucions i mort. Amb el suport d'alguns indicis dels manuscrits, Allegro interpretava que el Mestre de Justícia també havia estat crucificat. Aquesta via d'investigació no era compartida per l'equip d'investigació.
Allegro, en canvi, considerava el Nou Testament com una hàbil fusió de materials folklòrics, mítics, màgics i històrics. Emprant la seva habilitat com a filòleg comparatista, va cercar els orígens de la terminologia bíblica sumèria, la qual cosa va portar-lo a una reinterpretació innovadora de molts passatges bíblics. Al seu llibre El fong sagrat i la creu intenta demostrar que el cristianisme és en origen una religió basada en el culte a la fertilitat, el ritu més important de la qual era la ingestió d'un enteogen per entrar en comunió amb Déu.
La publicació d'aquest llibre va suposar-li la seva tomba com a investigador, els seus detractors van atacar amb virulència no només els seus arguments, sinó la seva pròpia honestedat com a investigador. La relació que Allegro proposava entre termes sumeris i hebreus entrava en conflicte amb l'evidència que es tractava de llengües pertanyents a famílies lingüístiques diferents, i en alguns casos forçava la reconstrucció de paraules sumèries hipotètiques, no testimoniades com a tals, tot i que sí hi havia evidència dels elements que les formaven.
Els atacs van ser des de tots els flancs científics, fins i tot va trobar-se en contra R. Gordon Wasson, un especialista en fongs enteògens.
La polèmica va fer que aportacions posteriors d'Allegro, com Els manuscrits de la mar Morta i el mite cristià (1979) fossin rebudes amb escepticisme i hostilitat. En aquest llibre més tardà, Allegro examina el tema de la llum divina i la seva continuïtat des de la mitologia egípcia fins al gnosticisme, passant pel Nou Testament.

## Obra
- The Dead Sea Scrolls (1956)
- The Treasure of the Copper Scroll: the Openinig and Decipherment of the Most Mysterious of the Dead Sea Scrolls, a Unique Inventory of Buried Treasure (1960)
- Discoveries in the Judaean Desert of Jordan vol. V. Qumrân Cave 4.I (4Q158-4Q186) (1968)
- The Sacred Mushroom and the Cross (1970)
- The Dead Sea Scrolls and the Christian Myth (1979)